# استفانی دیخویزن
استفانی دیخویزن (انگلیسی: Stefanie Dijkhuizen؛ زادهٔ ۲۳ سپتامبر ۱۹۸۳) بازیکن فوتبال اهل پادشاهی هلند است.
وی همچنین در تیم ملی فوتبال زنان هلند بازی کرده‌است.